# Jacques de Marquès
Pour les articles homonymes, voir Marques (homonymie).
Jacques de Marquès, sieur de la Branchoire, né le 31 mars 1536, mort le 7 février 1612, fut capitaine de milice et maire de Nantes de 1585 à 1586.

## Biographie

### Famille
Il est d'une famille de négociants, originaire d'Espagne, installée à Nantes.
Fils de Michel de Marquès et de Marguerite de Villadiego, il épouse Françoise Poullain, sœur de Robert Poullain.